# Kleines Fach
Als Kleine Fächer werden in der deutschen Hochschulpolitik und Hochschulforschung eigenständige wissenschaftliche Fächer genannt, die eine geringe Zahl an Professuren aufweisen. Nicht jedes Fach entspricht dabei einem gleichnamigen Studiengang, da Kleine Fächer auch gemeinsame Lehre im Rahmen von Verbundstudiengängen anbieten können. Die Anzahl der Studierenden ist für die Zuordnung nicht einschlägig. Vielmehr gilt, dass alle Fächer, die in Deutschland an höchstens zwei Universitäten mit mehr als drei unbefristeten Professuren vertreten sind, als Kleine Fächer behandelt werden.
Die Bandbreite von Kleinen Fächern reicht daher von Fächern wie Vietnamistik mit einer einzigen Professorenstelle in Deutschland bis hin zu der Alten Geschichte mit derzeit 74 Professuren an 53 Universitätsstandorten. Zum Vergleich: Die Wirtschaftswissenschaften sind in Deutschland durch über 2.000 Professuren vertreten.
Kleine Fächer finden sich überwiegend in den Geistes- und Kulturwissenschaften, können aber an allen Fakultäten vorhanden sein (zum Beispiel die Kleinen Fächer Archäoinformatik, Computerlinguistik, Gerontologie, Paläontologie oder Umformtechnik).
2015 waren in Baden-Württemberg 20 Prozent der Kleinen Fächer in den Naturwissenschaften zu finden.
Besonders kleine Fächer werden umgangssprachlich oder in abwertender Absicht auch Orchideenfächer genannt.
Eine Übersicht über die Kleinen Fächer gibt die Liste der Kleinen Fächer.

## Abgrenzung der Kleinen Fächer
Die Arbeitsstelle Kleine Fächer verwendet als Grundlage der Kartierung kleiner Fächer die folgende Arbeitsdefinition für „kleines Fach“, mit deren Hilfe kleine Fächer von großen Fächern und von nicht-selbständigen Teildisziplinen unterschieden werden können:
Für die Abgrenzung kleiner Fächer von großen und mittelgroßen Fächern wird dabei ein quantitatives Kriterium herangezogen, welches sich auf die Zahl der Professuren je Standort bezieht. Diesem zufolge besitzt ein kleines Fach je Universitätsstandort maximal drei unbefristete Professuren, wobei es deutschlandweit bis zu zwei Ausnahmen geben darf.
In der Kartierung sind für alle kleinen Fächer in Deutschland die zugehörigen Professuren mit ihren Universitätsstandorten und ihrer institutionellen Anbindung ab 1997 verzeichnet. Da nicht jeder Wissenschaftszweig per se ein eigenständiges Fach darstellt, ist es erforderlich, Fächer gegenüber nicht-selbständigen Teildisziplinen abzugrenzen. Dazu werden die folgenden fünf Kriterien herangezogen:
1. Selbstverständnis als eigenständiges Fach: Die Professoren und Professorinnen, welche den jeweiligen Wissenschaftszweig an deutschen Universitäten vertreten, verstehen diesen als eigenständiges Fach.
2. Fachgesellschaft: Der jeweilige Wissenschaftszweig verfügt über eine nationale oder internationale Fachgesellschaft oder wird in Ausnahmefällen von einer übergeordneten Fachgesellschaft klar als eigenständiges Fach anerkannt.
3. Fachzeitschrift: Der jeweilige Wissenschaftszweig verfügt über eigene – nationale oder internationale – einschlägige Publikationsorgane.
4. Eigene unbefristete Professuren: Für den jeweiligen Wissenschaftszweig gibt es an deutschen Universitäten eigene Professuren mit spezifischen Denominationen.
5. Eigene Studiengänge/-schwerpunkte: Der jeweilige Wissenschaftszweig ist mit eigenen Studiengängen oder mit eindeutig sichtbaren Studienschwerpunkten (Bachelor / Master / Magister / Diplom / Staatsexamen / Promotion / Habilitation) an deutschen Universitäten vertreten.

### Wissenschaftsgeschichte
Der Begriff Kleines Fach kann aufgrund der starken historischen Dynamik der Wissenschaftslandschaft nur fließend gefasst werden. Er kann sich im historischen Kontext ändern, da er relational ein Verhältnis zu Großen Fächern fasst. Seine Anwendung auf ein besonderes Fach ist ebenfalls abhängig vom Zeitpunkt der Untersuchung, da Fächer wachsen, schrumpfen, neu entstehen, zusammengelegt werden oder zerfallen können. Beispiele sind die Zunahme der Bedeutung der Physik seit 1900, das Wachstum der Informatik seit den 1970er Jahren oder die Etablierung der Gender Studies seit den 1980er Jahren. Andere zuvor eigenständige Fächer werden wiederum zu Teilgebieten neuer interdisziplinärer Facheinheiten und verlieren ihre Eigenständigkeit.

## Analyse und Kartierung

### 1970er Jahre und Hochschulreform
Aufgrund sich verändernder Rahmenbedingungen an deutschen Hochschulen begann in den 1970er Jahren die Diskussion um die Gruppe der Kleinen Fächer. Infolge zunehmenden Studieninteresses mit verbesserten Zugangsbedingungen zur Hochschule seit den 1950er Jahren entstanden sogenannte Massenfächer, die im Rahmen des Hochschulausbaus der 1960er Jahre personell und infrastrukturell besonders berücksichtigt wurden. Die bereits vorhandenen Kleinen Fächer nahmen an diesem Wachstum nicht teil und „blieben klein“.
1974 veröffentlichte der Deutsche Hochschulverband eine erste Kartierung der Kleinen Fächer an den deutschen Universitäten. In der Untersuchung wurden 65 Kleine Fächer identifiziert. Zwölf davon waren den Naturwissenschaften, elf den Bereichen Medizin, Theologie und Jura und die übrigen 42 Fächer den geisteswissenschaftlichen Fächern zuzuordnen.

### 2000er Jahre und Bologna-Reform
Im Zuge der Bologna-Reform wurde die Situation der Kleinen Fächer erneut diskutiert, da die Umstrukturierung auf ein modulares, zweistufiges Studiensystem für die Kleinen Fächer aufgrund der knappen Lehrkapazität zu einer großen Herausforderung wurde. Befürchtet wurde, dass die Ausrichtung aller Studiengänge auf Arbeitsmarktsrelevanz und eine hohe Dichte an verbindlichen Lehrveranstaltungen die Kleinen Fächer strukturell überfordern würde. Im Hintergrund dieser Befürchtung stand der als überproportional empfundene Abbau vereinzelter und regional verstreuter geistes- und kulturwissenschaftlichen Professuren in den 1990er Jahren sowie die damit verbundene Einstellung etablierter Studiengänge.
Im Jahr 2005 wurde im Auftrag der Hochschulrektorenkonferenz (HRK) eine eigene Arbeitsstelle zum Thema Kleine Fächer gegründet, um empirisch einen Befund zu erarbeiten. Seit 2007 werden durch die Arbeitsstelle rückwirkend Daten zu den Kleinen Fächern erhoben.
Die Arbeitsstelle war zunächst an der Universität Potsdam angesiedelt und wurde vom BMBF finanziert. Leiter der Arbeitsstelle in Potsdam war der Slawist Norbert Franz. Seit September 2012 wird die Kartierung an der Johannes Gutenberg-Universität Mainz unter der Leitung der Wissenschaftsphilosophin Mechthild Dreyer und dem Soziologen Uwe Schmidt fortgesetzt. Unterstützt wird die neu eingerichtete Arbeitsstelle Kleine Fächer vom rheinland-pfälzischen Ministerium für Bildung, Wissenschaft, Weiterbildung und Kultur.
Die Arbeitsstelle kartierte 151 Studiengänge an 81 Hochschulen als kleines Fach. Hiervon 111 sogenannte Bestandsfächer und 40 neu aufgenommene kleine Fächer. Die erhobenen Daten sind öffentlich zugänglich (siehe Weblinks).

### 2010er Jahre und Zukunftsprogramm
Einen aktuellen Überblick über die Lage der Kleinen Fächer in Baden-Württemberg bietet der Bericht der Expertenkommission zur Situation der Kleinen Fächer in Baden-Württemberg an das Ministerium für Wissenschaft, Forschung und Kunst Baden-Württemberg (Stand Januar 2015). Kleine Fächer werden hier als 'strukturprekär' charakterisiert, deren wichtige Rolle in Lehre, Forschung und Wissenstransfer durch ein belastbares und evaluiertes Zukunftsprogramm gesichert werden soll.

## Wissenschaftliche, forschungspolitische und gesellschaftliche Relevanz
Es lässt sich zwischen einer wissenschaftlichen und einer forschungspolitischen oder gesellschaftlichen Relevanz differenzieren. Die Kleinen Fächer tragen zur Profilbildung einer Universität bei und bergen Potentiale für interdisziplinäre Zusammenarbeit über Fakultätsgrenzen hinaus, für internationale Vernetzung und für interkulturellen Austausch. Dadurch übernehmen die Kleinen Fächer eine wichtige Rolle beim Aufbau universitätsinterner und universitätsübergreifender interdisziplinärer Forschungsprogramme oder bei der Umsetzung von Internationalisierungsstrategien.
Einen besonderen Nutzen für das Verständnis zeitaktueller Fragen können kleine Fächer leisten, die zu alten, kleineren europäischen oder außereuropäischen Sprachen und Kulturen forschen. Sie liefern wissenschaftliche Hintergrundinformationen zu bestimmten Weltregionen oder wirtschaftlichen, politischen oder tagesaktuellen Entwicklungen. 

### Beispiele
Ein Beispiel für das verstärkte gesellschaftliche Interesse an Kleinen Fächern ist die Stärkung der Bioinformatik.
Beispiele für interdisziplinäre Vernetzung innerhalb einer Universität unter deutlicher Einbindung Kleiner Fächer finden sich in verschiedenen Förderprogrammen der institutionellen Forschung, zum Beispiel in Sonderforschungsbereichen oder Exzellenzclustern der DFG.

### Kritik
Als negativ wertendes Synonym für die Kleinen Fächer wird der Begriff Orchideenfach verwendet. Der Name leitet sich von einem vermeintlich hohen Finanzierungsaufwand bei gleichzeitig geringem praktischen Nutzen ab. Damit wird dem Kleinen Fach ein zu geringer Wert für Wissenschaft, Wirtschaft und Gesellschaft zugesprochen, das als Luxusgut entbehrlich sei.